# Переменная типа RS Гончих Псов
Переменные типа RS Гончих Псов (RS Canum Venaticorum, RS CVn) — эруптивные переменные звёзды. К этому типу относятся тесные двойные системы с эмиссией Н и К Ca II в спектре, компоненты которых обладают повышенной хромосферной активностью, вызывающей квазипериодическую переменность их блеска с периодом, близким к периоду обращения, и переменной амплитудой, обычно достигающей 0.2m.
Первым, кто выделил эти переменные в отдельный класс, был Отто Струве в 1946 году. В 1974 американский астроном Оливер (Oliver D.S.) определил набор визуальных характеристик переменные типа RS Гончих Псов и 1976 американский астроном Халл (Hall), основываясь на них разделил эти системы на пять групп):
- I. Периодические системы. Период обращения от 1 до 14 дней. Более горячий компонент спектрального класса F или G и класс светимости V или IV. Чётко выражены спектральные линий Ca II Н и К, в то время когда компоненты не затмевают друг друга.
- II. Короткопериодические системы. Период обращения менее 1 дня. Более горячий компонент спектрального класса F или G и класс светимости V или IV. Спектральные линии Ca II Н и К присутствует в спектре одного или обоих компонентов.
- III. Долгопериодические системы. Период обращения более 14 дней. Один из компонентов спектрального класса G или K и класс светимости II, III или IV. Чётко выражены спектральные линий Ca II Н и К, в то время когда компоненты не затмевают друг друга.
- IV. Вспыхивающие звёзды. Более горячий компонент спектрального класса dKe или dMe, в его спектре чётко выражены спектральные линий Ca II Н и К,
- V. Системы типа Т Тельца. Более горячий компонент — белый карлик. Более холодный компонент принадлежит к спектральному классу G или K, в его спектре чётко выражены спектральные линий Ca II Н и К,

Кривая блеска переменные типа RS Гончих Псов демонстрирует квазипериодическую структуру. На кривой присутствуют плато. В 1979 году американские астрономы Итон (Eaton) и Халл (Hall) предложили простейший механизм образования плато — «звёздные пятна», то есть холодные крупные области на поверхности звезды по аналогии с солнечными пятнами. Подобные пятна в настоящее время обнаружены косвенными методами у многих звёзд.
Хромосферная активность выявляется по присутствию спектральных линий Ca II Н и К, а также по серии Балмера или Hα. По аналогии с Солнцем можно предположить, что эта активность связана с мощными магнитными полями и пятнами на поверхности звезды.
Некоторые переменные типа RS Гончих Псов являются источниками рентгеновского и радиоизлучения. Радиоизлучение не связано с температурой поверхности и может служить указателем на мощные магнитные поля. Рентгеновское излучение Lx >> 1024 ватт. Такое мощное излучение, по аналогии с Солнцем, может быть интерпретировано как свидетельство весьма горячей короны: T ~ 107 K.